# Kurt Ettinger
Kurt Ettinger (19 de novembro de 1901 – 6 de janeiro de 1982) foi um esgrimista austríaco que participou dos Jogos Olímpicos de Verão de 1924 e de 1928, sob a bandeira da Áustria.